# 岣嵝峰国家森林公园
岣嵝峰国家森林公园，位于湖南省衡阳市衡阳县岣嵝峰。

## 沿革
森林公园沿袭国有岣嵝峰林场，1992年7月被湖南省林业厅批准定为省级森林公园。
1995年11月，岣嵝峰森林公园升格为国家级森林公园，是当时湖南省第二个国家森林公园。
2012年12月13日，岣嵝峰森林公园经过评审，成为国家AAA级旅游景区。

## 生态
岣嵝峰国家森林公园有1000多种植物，森林覆盖率达95%。公园里还拥有水杉树、梭椤树、黑楠、银杏、青铜栎、白辛、三尖杉等40多种珍稀树种。
森林公园内还常有野猪、獐、鹿、兔、麂、狸、猴面鹰、画眉、杜鹃等野生动物出没。